# Maymouna bint al-Harith
Maymuna bint al-Harith (مَيْمُونَة بِنْت ٱلْحَارِث) (v. 594-674) est la dernière épouse de Mahomet, et donc l’une des mères des croyants, selon l’appellation musulmane.

## Biographie traditionnelle
Son mariage avec Mahomet prend place vers 629, alors qu'elle devait avoir 27 ans. Ce mariage avait pour but de renforcer les liens avec le clan du père de Maymouna, al-Abbas qui est aussi l'oncle de Mahomet. Elle serait morte vers 680.